# Chrysopodes (Neosuarius) figuralis
Chrysopodes (Neosuarius) figuralis is een insect uit de familie van de gaasvliegen (Chrysopidae), die tot de orde netvleugeligen (Neuroptera) behoort. 
Chrysopodes (Neosuarius) figuralis is voor het eerst wetenschappelijk beschreven door Banks in 1915.